# Собачкові
Собачкові, або морські собачки (Blenniidae) — родина риб з ряду собачкоподібних (Blenniiformes). Налічує близько 371 видів, що належать до 53 родів. Поширені в тропічних і субтропічних водах Атлантичного, Тихого і Індійського океанів. Деякі види мешкають в солонуватих і навіть в прісних водоймах.

## Характеристика
Форма тіла морських собачок є типовою, як і для інших представників підряду Blennioidei. Для них характерна закруглені голови, великі очі, великий безперервний спинний плавець, що несе 3-17 шипів. Тіло стиснуте з боків, подовжене, без луски. Маленькі, тонкі черевні плавці (які відсутні лише у двох видів) розташовані вперед від збільшених грудних плавців. Хвостовий плавець закруглений.
Найбільшим представником є Xiphasia setifer, що сягає 53 см довжиною; більшість інших представників родини значно менше. Морські собачки активні та часто яскраво забарвлені, що робить їх популярними в акваріумістів.

## Екологія і поведінка

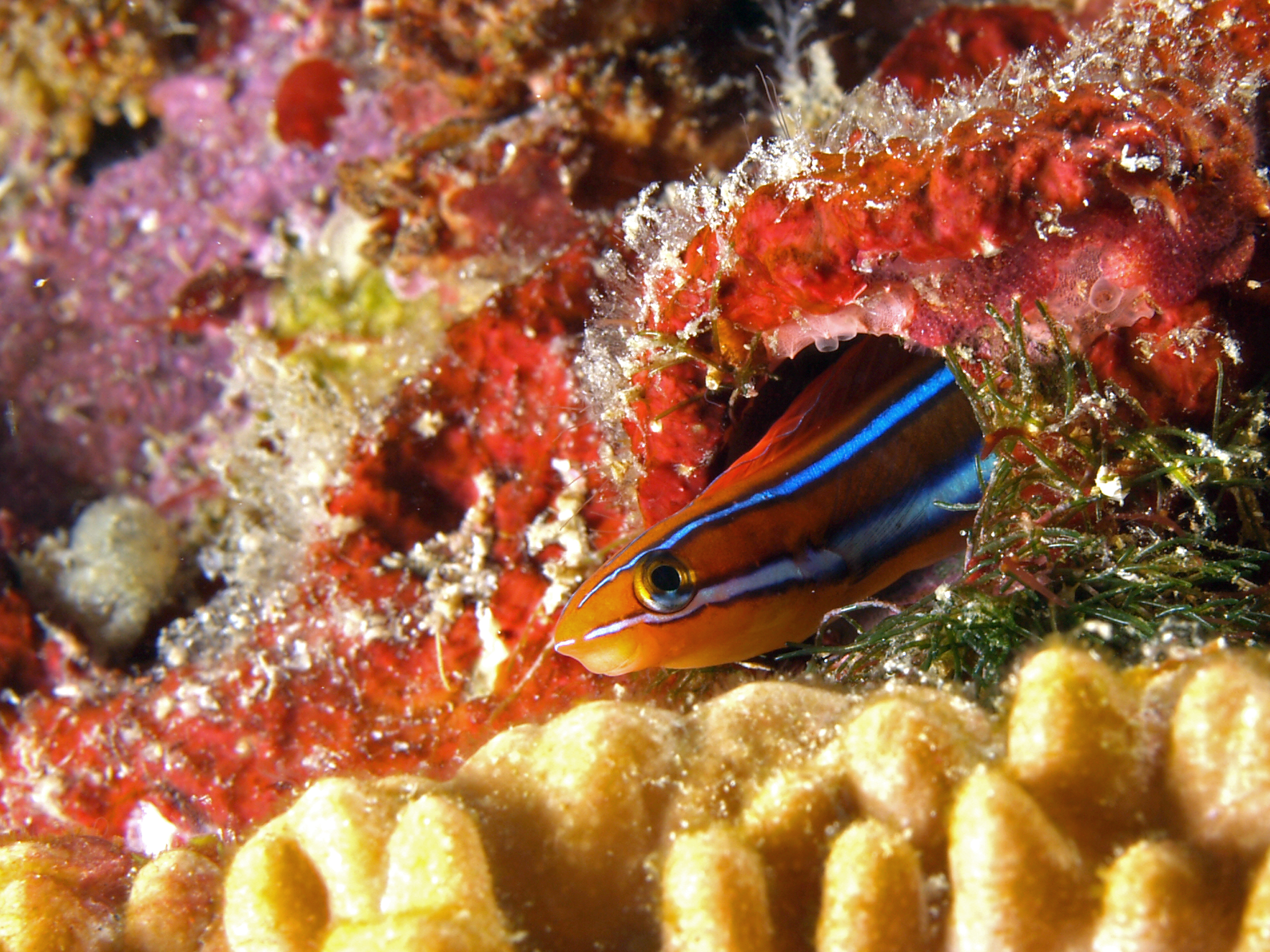
Plagiotremus rhinorhynchos в норі

Зазвичай — бентосні риби, більшу частину свого часу проводять на поверхні дна. Можуть мешкати серед скелястих ущелин, рифів, в норах в піщаних або мулистих відкладинах, або порожніх черепашках. Мешкають на мілинах. Деякі морські собачки здатні залишити воду протягом короткого терміну під час відпливу, спираючись на свої великі грудні плавці (наприклад, Istiblennius unicolor). Основними об'єктами живлення є дрібні бентосні ракоподібні, молюски та інші безхребетні. Деякі споживають водорості або планктон.

Особливої уваги заслуговує група родів Aspidontus, Meiacanthus, Petroscirtes, Plagiotremus, і Xiphasia. Ці морські собачки мають зуби, що несуть отруйні залози. Представники родів Aspidontus і Plagiotremus відомі завдяки своєї здатності до мімікрії шляхом імітації кольору губанів-чистильників.
Деякі морські собачки утворюють групи, в той час як інші — одиночні і територіальні. Вони можуть бути як денними, так і нічними, в залежності від виду. Самиці відкладають ікру в мушлі, або під каміння, самці охороняють гнізда до вилуплення. Ікра деяких видів може залишитися в тілі самиці до вилуплення.

## Роди

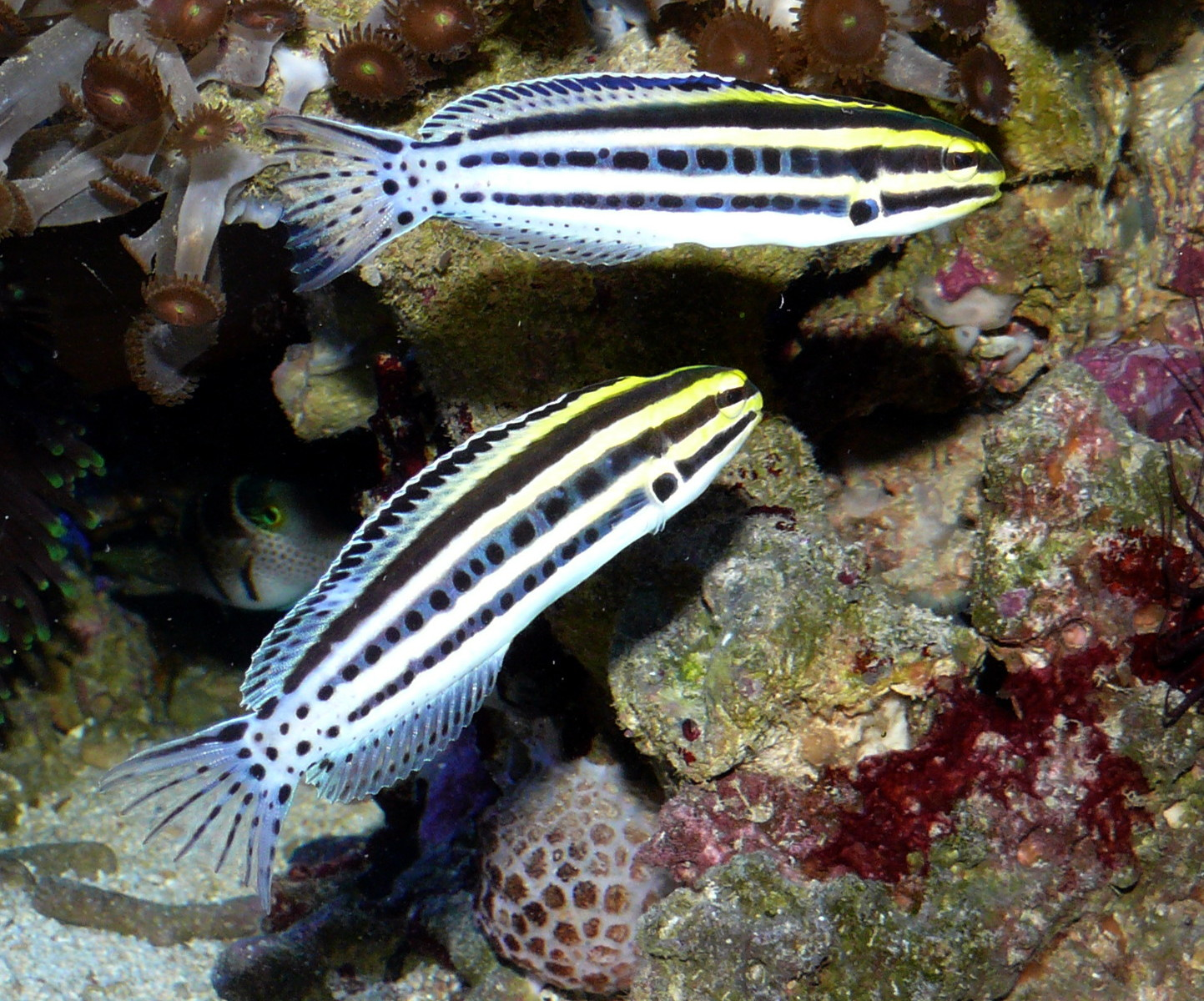
Отруйна Meiacanthus grammistes імітує забарвлення губанів

- Aidablennius
- Alloblennius
- Alticus
- Andamia
- Antennablennius
- Aspidontus
- Atrosalarias
- Bathyblennius
- Blenniella
- Blennius
- Chalaroderma
- Chasmodes
- Cirripectes
- Cirrisalarias
- Coryphoblennius
- Crossosalarias
- Dodekablennos
- Ecsenius
- Enchelyurus
- Entomacrodus
- Exallias
- Glyptoparus
- Haptogenys
- Hirculops
- Hypleurochilus
- Hypsoblennius
- Istiblennius
- Laiphognathus
- Lipophrys
- Litobranchus
- Lupinoblennius
- Meiacanthus
- Microlipophrys
- Mimoblennius
- Nannosalarias
- Oman
- Omobranchus
- Omox
- Ophioblennius
- Parablennius
- Parahypsos
- Paralipophrys
- Paralticus
- Parenchelyurus
- Pereulixia
- Petroscirtes
- Phenablennius
- Plagiotremus
- Praealticus
- Rhabdoblennius
- Salaria
- Salarias
- Scartella
- Scartichthys
- Spaniblennius
- Stanulus
- Xiphasia